# Mistrovství světa v orientačním běhu 2012
29. Mistrovství světa v orientačním běhu proběhlo ve dnech 14. — 22. července 2012. Mistrovství světa hostilo Švýcarsko s hlavním centrem ve městě Lausanne, jež leží v jihozápadní frankofonní části Švýcarska při severním břehu Ženevského jezera. Dalšími destinacemi kde probíhaly závody byly Saint-George, Ballens a Le Chalet-à-Gobet. Hlavním pořadatelem byla Švýcarská asociace orientačního běhu. Šampionátu se zúčastnilo 339 závodníků z  53 zemí světa. Bojovalo se o čtyři sady medailí v kategorii mužů a kategorii žen. V roce 2012 byly tři individuální závody součástí světového poháru pro tento rok. Nejlépe se dařilo švýcarským orientačním běžcům, kteří získali celkem 8 medailí, z toho čtyři zlaté, dvě stříbrné a dvě bronzové. Z českých reprezentantů byla nejúspěšnější mužská štafeta, která vybojovala zlatou medaili. Celkově nejúspěšnějším běžcem šampionátu se stala Švýcarka Simone Niggli-Luderová se ziskem tří zlatých medailí.
Česká televize z mistrovství připravila 30 minutovou reportáž.

## Program závodů
Program Mistrovství světa byl zveřejněn v souladu s Pravidly IOF v Bulletinu číslo čtyři :
| Den          | Závod                | Centrum závodu            |
| ------------ | -------------------- | ------------------------- |
| 14. červenec | Kvalifikace – Sprint | Lausanne                  |
| 14. červenec | Finále - Sprint      | Lausanne                  |
| 15. červenec | Kvalifikace – Long   | Ballens                   |
| 16. červenec | Kvalifikace – Middle | Saint-George              |
| 17. červenec | Finále – Middle      | Saint-Cergue – La Givrine |
| 19. červenec | Finále – Long        | Le Chalet-à-Gobet         |
| 21. červenec | Finále – Štafety     | Le Chalet-à-Gobet         |

## Organizace Mistrovství světa
Mistrovství světa v orientačním běhu (již 29. v historii) se uskutečnilo ve Švýcarsku od 14. do 22. července 2012. Centrem bylo město Lausanne. Pořádání mistrovství světa bylo Švýcarskému svazu orientačního běhu přiděleno na jednání Kongresu IOF. Šampionátu se zúčastnili závodníci z 53 zemí světa (339 závodníků a 102 členů oficiálního doprovodu). Celý šampionát se konal v souladu s platnými Pravidly orientačního běhu IOF. Jednotlivé závody se konaly v rozličných terénech, závod ve sprintu proběhl v městské zástavbě, závod middle a long pak v  kopcovitém terénu s mnoha skalnatými detaily, typickými pro zdejší Jurské hory. O 8. mistrovských titulů se podělilo pět zemí. Tiskové a mediální centrum bylo zřízeno v Curling Hall a oficiálním mediálním partnerem byla švýcarská společnost SRG SSR. Z každého závodu byly přenášeny online informace na internet v podobě časů z radiokontrol a cíle, a audio i video streamingu. Diváci v arénách neplatili vstupné, není tedy možné exaktně určit počet diváků. V Lausanne byly denní teploty mezi 13 až 25 stupni Celsia. Ubytování pro účastníky bylo zajištěno ve městě Lausanne a jeho nejbližším okolí.

## Závod ve sprintu
Úvodním mistrovským závodem celého šampionátu byl sprint. Předcházela mu kvalifikace, která proběhla v dopoledních hodinách 14. 7. 2012 v univerzitním kempu Dorigny. Finále si tak vyběhlo 45 nejlepších mužů a žen. Finálový závod proběhl v Lausanne-Ouchy, s cílem v blízkosti břehů Ženevského jezera. Trať závodu byla postavena v divácky atraktivním terénu v okolí olympijského parku se spoustou schodů, úzkých uliček a průchodů. V ženách si pro svůj 18. titul doběhla domácí švýcarská závodnice Simone Niggli-Luderová. Pro titul si doběhla před Dánkou Majou Almovou a Švédkou Annikou Billstamovou. V kategorii mužů na prvních třech místech skončili domácí závodníci Matthias Kyburz před Matthiasem Merzem a Matthiasem Müllerem.

### Výsledky sprintu

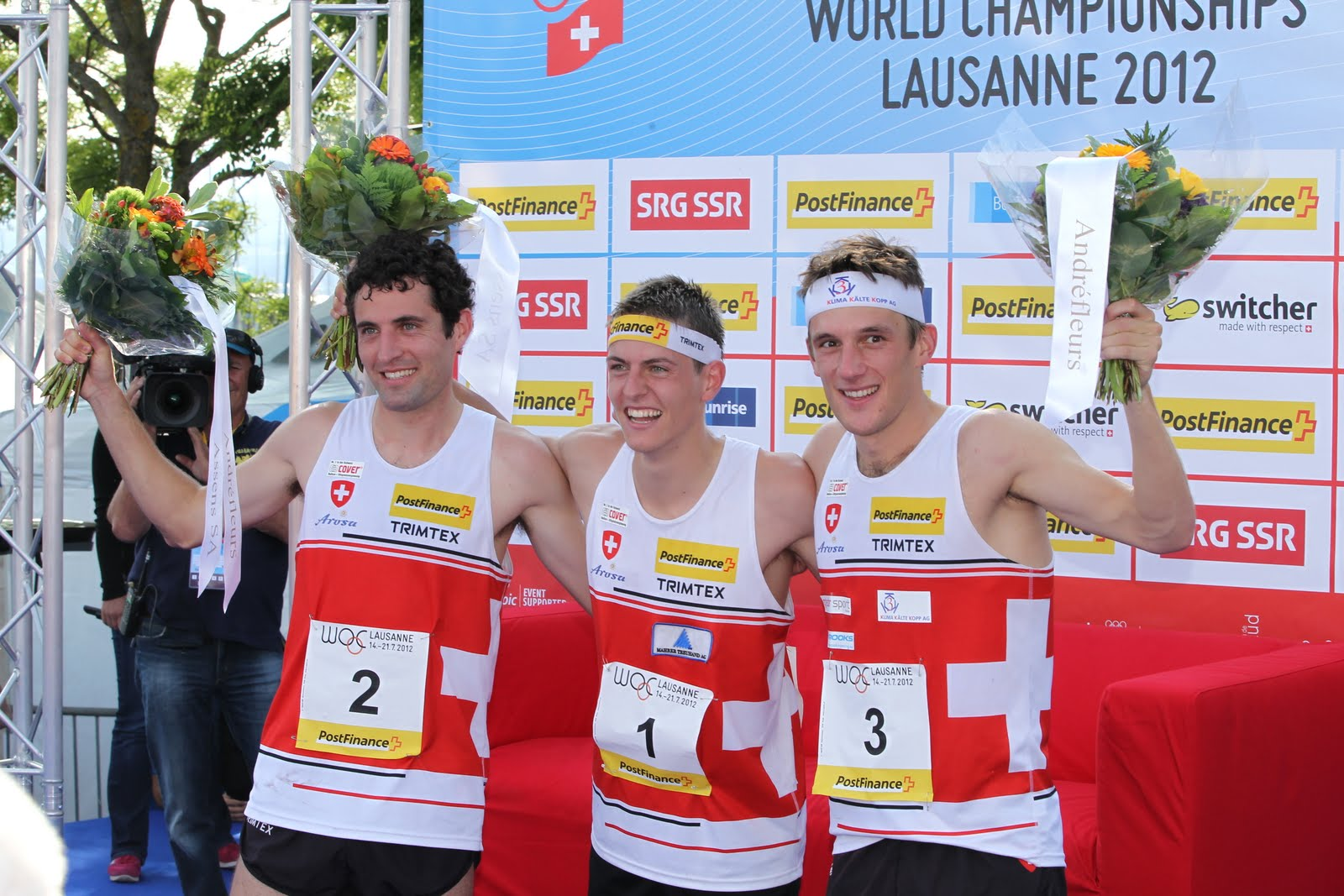
Vítězná trojice mužů ze závodu ve sprintu.
(zleva:Matthias Merz, Matthias Kyburz, Matthias Müller)

| Muži                                                               | Muži                                                               | Muži                                                               | Muži                                                               | Muži                                                               | Ženy                                                                        | Ženy                                                                        | Ženy                                                                        | Ženy                                                                        | Ženy                                                                        |
| ------------------------------------------------------------------ | ------------------------------------------------------------------ | ------------------------------------------------------------------ | ------------------------------------------------------------------ | ------------------------------------------------------------------ | --------------------------------------------------------------------------- | --------------------------------------------------------------------------- | --------------------------------------------------------------------------- | --------------------------------------------------------------------------- | --------------------------------------------------------------------------- |
| - 4,2 km, 20 kontrol, 80m převýšení - mapa: Ouchy 1 : 4000 E 2,5 m | - 4,2 km, 20 kontrol, 80m převýšení - mapa: Ouchy 1 : 4000 E 2,5 m | - 4,2 km, 20 kontrol, 80m převýšení - mapa: Ouchy 1 : 4000 E 2,5 m | - 4,2 km, 20 kontrol, 80m převýšení - mapa: Ouchy 1 : 4000 E 2,5 m | - 4,2 km, 20 kontrol, 80m převýšení - mapa: Ouchy 1 : 4000 E 2,5 m | - 3,7 km, 19 kontrol, 60m převýšení - mapa: Lausanne-Ouchy 1 : 4000 E 2,5 m | - 3,7 km, 19 kontrol, 60m převýšení - mapa: Lausanne-Ouchy 1 : 4000 E 2,5 m | - 3,7 km, 19 kontrol, 60m převýšení - mapa: Lausanne-Ouchy 1 : 4000 E 2,5 m | - 3,7 km, 19 kontrol, 60m převýšení - mapa: Lausanne-Ouchy 1 : 4000 E 2,5 m | - 3,7 km, 19 kontrol, 60m převýšení - mapa: Lausanne-Ouchy 1 : 4000 E 2,5 m |
| Umístění                                                           | Země                                                               | Jméno                                                              | Čas                                                                | Ztráta                                                             | Umístění                                                                    | Země                                                                        | Jméno                                                                       | Čas                                                                         | Ztráta                                                                      |
|                                                                    | Švýcarsko                                                          | Matthias Kyburz                                                    | 15:32,0                                                            |                                                                    |                                                                             | Švýcarsko                                                                   | Simone Niggli-Luderová                                                      | 15:43,7                                                                     |                                                                             |
|                                                                    | Švýcarsko                                                          | Matthias Merz                                                      | 15:49,5                                                            | +0:17,5                                                            |                                                                             | Dánsko                                                                      | Maja Almová                                                                 | 16:20,2                                                                     | +0:36,5                                                                     |
|                                                                    | Švýcarsko                                                          | Matthias Müller                                                    | 15:59,0                                                            | +0:27,0                                                            |                                                                             | Švédsko                                                                     | Annika Billstamová                                                          | 16:28,0                                                                     | +0:44,3                                                                     |
| 4.                                                                 | Velká Británie                                                     | Scott Fraser                                                       | 16:11,2                                                            | +0:39,2                                                            | 4.                                                                          | Švédsko                                                                     | Helena Janssonová                                                           | 16:30,2                                                                     | +0:46,5                                                                     |
| 5.                                                                 | Rusko                                                              | Andrej Chramov                                                     | 16:22,7                                                            | +0:50,7                                                            | 5.                                                                          | Švýcarsko                                                                   | Rahel Friederichová                                                         | 16:33,1                                                                     | +0:49,4                                                                     |
| 6.                                                                 | Finsko                                                             | Tuomo Mäkelä                                                       | 16:32,9                                                            | +1:00,9                                                            | 6.                                                                          | Finsko                                                                      | Venla Niemiová                                                              | 16:39,4                                                                     | +0:55,7                                                                     |
| Oficiální výsledky : muži a ženy                                   |                                                                    |                                                                    |                                                                    |                                                                    |                                                                             |                                                                             |                                                                             |                                                                             |                                                                             |

## Závod na krátké trati (Middle)

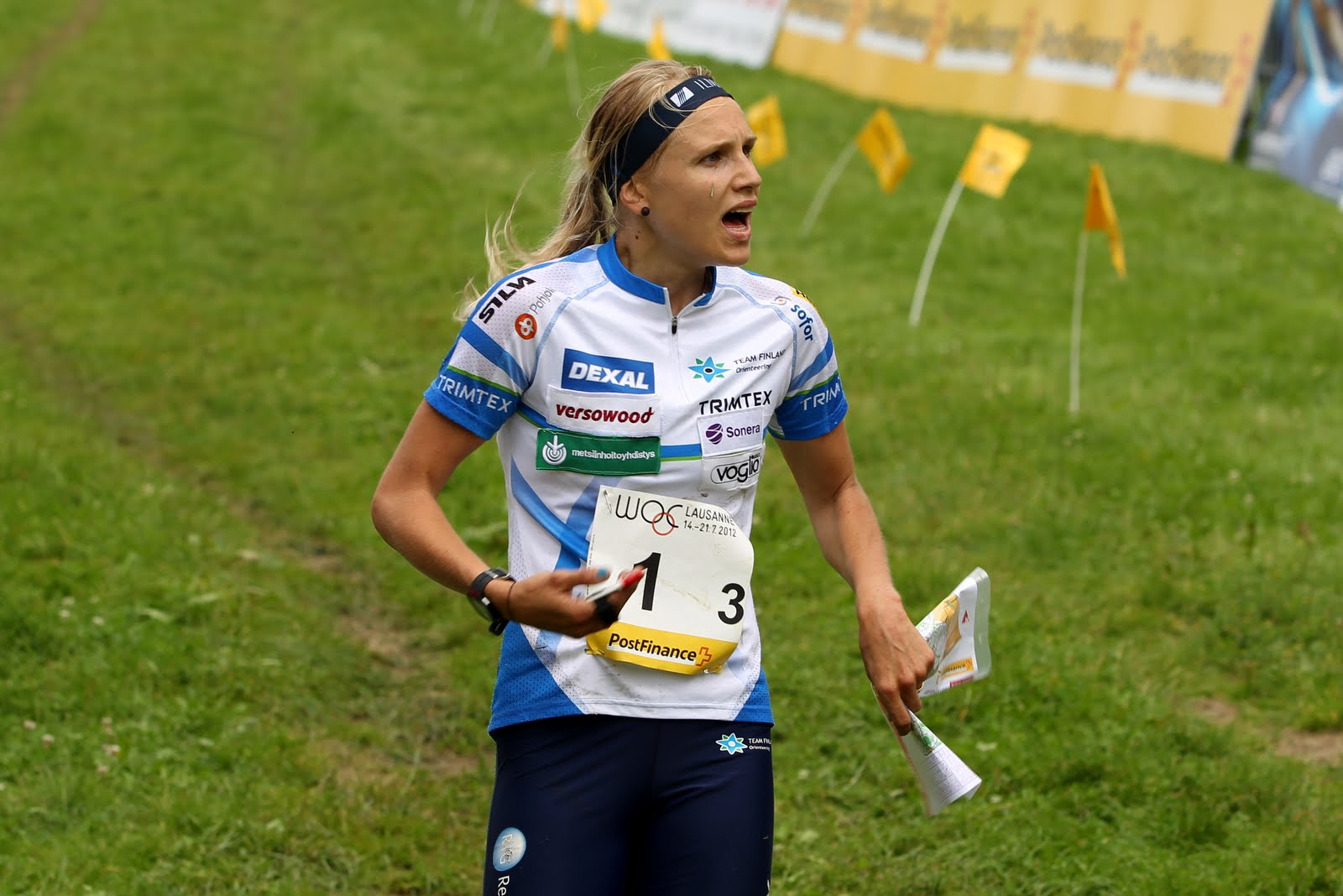
Finská závodnice Minna Kauppiová.

Druhým mistrovským závodem v pořadí byl závod v middlu. Závod se běžel dne 17. 7. 2012 za slunečného počasí v terénu švýcarské Jury ve členitém a poměrně nepřehledném terénu. Čistý vysoký les na mapě byl ve skutečnosti v některých místech hůře průběžný, na loukách naopak překvapivě rychlý. Kamenitá podložka byla dost těžká se škrapy což je nejcharakterističtější primární krasový jev.
Aréna závodu byla umístěna na rozlehlé louce u horské vesnice La Givrine. Tratě závodu byly postaveny technicky hodně náročně. V hlavní ženské kategorii si pro již devátý titul doběhla finská běžkyně Minna Kauppiová před Švédkou Tove Alexanderssonovou a Ruskou Taťánou Rjabkinovou. V kategorii mužů senzačně zvítězil lotyšský závodník Edgars Bertuks, který tak získal historicky první zlato pro svou zemi z Mistrovství světa v orientačním běhu. Na druhém místě doběhl Rus Valentin Novikov před třetím Švýcarem Fabianem Hertnerem.

### Výsledky závodu na krátké trati (Middle)
| Muži                                                                    | Muži                                                                    | Muži                                                                    | Muži                                                                    | Muži                                                                    | Ženy                                                                    | Ženy                                                                    | Ženy                                                                    | Ženy                                                                    | Ženy                                                                    |
| ----------------------------------------------------------------------- | ----------------------------------------------------------------------- | ----------------------------------------------------------------------- | ----------------------------------------------------------------------- | ----------------------------------------------------------------------- | ----------------------------------------------------------------------- | ----------------------------------------------------------------------- | ----------------------------------------------------------------------- | ----------------------------------------------------------------------- | ----------------------------------------------------------------------- |
| - 6,5 km, 20 kontrol, 240m převýšení - mapa: La Givrine 1 : 10000 E 5 m | - 6,5 km, 20 kontrol, 240m převýšení - mapa: La Givrine 1 : 10000 E 5 m | - 6,5 km, 20 kontrol, 240m převýšení - mapa: La Givrine 1 : 10000 E 5 m | - 6,5 km, 20 kontrol, 240m převýšení - mapa: La Givrine 1 : 10000 E 5 m | - 6,5 km, 20 kontrol, 240m převýšení - mapa: La Givrine 1 : 10000 E 5 m | - 5,5 km, 18 kontrol, 170m převýšení - mapa: La Givrine 1 : 10000 E 5 m | - 5,5 km, 18 kontrol, 170m převýšení - mapa: La Givrine 1 : 10000 E 5 m | - 5,5 km, 18 kontrol, 170m převýšení - mapa: La Givrine 1 : 10000 E 5 m | - 5,5 km, 18 kontrol, 170m převýšení - mapa: La Givrine 1 : 10000 E 5 m | - 5,5 km, 18 kontrol, 170m převýšení - mapa: La Givrine 1 : 10000 E 5 m |
| Umístění                                                                | Země                                                                    | Jméno                                                                   | Čas                                                                     | Ztráta                                                                  | Umístění                                                                | Země                                                                    | Jméno                                                                   | Čas                                                                     | Ztráta                                                                  |
|                                                                         | Lotyšsko                                                                | Edgars Bertuks                                                          | 36:45                                                                   |                                                                         |                                                                         | Finsko                                                                  | Minna Kauppiová                                                         | 37:37                                                                   |                                                                         |
|                                                                         | Rusko                                                                   | Valentin Novikov                                                        | 36:50                                                                   | +0:05                                                                   |                                                                         | Švédsko                                                                 | Tove Alexanderssonová                                                   | 38:09                                                                   | +0:32                                                                   |
|                                                                         | Švýcarsko                                                               | Fabian Hertner                                                          | 37:10                                                                   | +0:25                                                                   |                                                                         | Rusko                                                                   | Taťána Rjabkinová                                                       | 39:03                                                                   | +1:26                                                                   |
| 4.                                                                      | Francie                                                                 | Thierry Gueorgiou                                                       | 37:15                                                                   | +0:30                                                                   | 4.                                                                      | Dánsko                                                                  | Ida Bobachová                                                           | 39:52                                                                   | +2:15                                                                   |
| 5.                                                                      | Francie                                                                 | François Gonon                                                          | 37:18                                                                   | +0:33                                                                   | 5.                                                                      | Švýcarsko                                                               | Simone Niggli-Luderová                                                  | 40:00                                                                   | +2:23                                                                   |
| 6.                                                                      | Švédsko                                                                 | Peter Öberg                                                             | 37:22                                                                   | +0:37                                                                   | 6.                                                                      | Švédsko                                                                 | Annika Billstamová                                                      | 40:07                                                                   | +2:30                                                                   |
| Oficiální výsledky : muži a ženy                                        |                                                                         |                                                                         |                                                                         |                                                                         |                                                                         |                                                                         |                                                                         |                                                                         |                                                                         |

## Závod na klasické trati (Long)
Po jednodenní pauze se dne 19. července 2012 běžel finálový závod na klasické trati (Longu). Centrum závodu hostilo sportovní středisko Chalet-à-Gobet jež leží cca 10 km severně od města Lausanne poblíž Golfového klubu de Laussane. Závod byl postaven v terénu s rozmanitou vegetací s místy sníženou průběžností, orientaci též zhoršovalo velké množství cest.
V hlavní kategorii žen si pro již 19. titul mistryně světa doběhla švýcarská závodnice Simone Niggli-Luderová před Finkou Minnou Kauppiovou a Švédkou Annikou Billstamovou. V kategorii mužů s velkým přehledem a náskokem téměř tří minut zvítězil norský běžec Olav Lundanes. Zopakoval tak svůj triumf z roku 2010 a doběhl si pro celkově druhou zlatou medaili z Mistrovství světa. Na druhém místě skončil domácí běžec Matthias Merz před překvapivě úspěšným Lotyšem Edgarsem Bertuksem.

### Výsledky závodu na klasické trati (Long)
| Muži                                                                | Muži                                                                | Muži                                                                | Muži                                                                | Muži                                                                | Ženy                                                                | Ženy                                                                | Ženy                                                                | Ženy                                                                | Ženy                                                                |
| ------------------------------------------------------------------- | ------------------------------------------------------------------- | ------------------------------------------------------------------- | ------------------------------------------------------------------- | ------------------------------------------------------------------- | ------------------------------------------------------------------- | ------------------------------------------------------------------- | ------------------------------------------------------------------- | ------------------------------------------------------------------- | ------------------------------------------------------------------- |
| - 18,3 km, 31 kontrol, 450m převýšení - mapa: Jorat 1 : 15000 E 5 m | - 18,3 km, 31 kontrol, 450m převýšení - mapa: Jorat 1 : 15000 E 5 m | - 18,3 km, 31 kontrol, 450m převýšení - mapa: Jorat 1 : 15000 E 5 m | - 18,3 km, 31 kontrol, 450m převýšení - mapa: Jorat 1 : 15000 E 5 m | - 18,3 km, 31 kontrol, 450m převýšení - mapa: Jorat 1 : 15000 E 5 m | - 12,4 km, 23 kontrol, 370m převýšení - mapa: Jorat 1 : 15000 E 5 m | - 12,4 km, 23 kontrol, 370m převýšení - mapa: Jorat 1 : 15000 E 5 m | - 12,4 km, 23 kontrol, 370m převýšení - mapa: Jorat 1 : 15000 E 5 m | - 12,4 km, 23 kontrol, 370m převýšení - mapa: Jorat 1 : 15000 E 5 m | - 12,4 km, 23 kontrol, 370m převýšení - mapa: Jorat 1 : 15000 E 5 m |
| Umístění                                                            | Země                                                                | Jméno                                                               | Čas                                                                 | Ztráta                                                              | Umístění                                                            | Země                                                                | Jméno                                                               | Čas                                                                 | Ztráta                                                              |
|                                                                     | Norsko                                                              | Olav Lundanes                                                       | 1:34:42                                                             |                                                                     |                                                                     | Švýcarsko                                                           | Simone Niggli-Luderová                                              | 1:15:07                                                             |                                                                     |
|                                                                     | Švýcarsko                                                           | Matthias Merz                                                       | 1:37:34                                                             | +2:52                                                               |                                                                     | Finsko                                                              | Minna Kauppiová                                                     | 1:16:38                                                             | +1:31                                                               |
|                                                                     | Lotyšsko                                                            | Edgars Bertuks                                                      | 1:39:13                                                             | +4:31                                                               |                                                                     | Švédsko                                                             | Annika Billstamová                                                  | 1:17:13                                                             | +2:06                                                               |
| 4.                                                                  | Francie                                                             | Philippe Adamski                                                    | 1:40:19                                                             | +5:37                                                               | 4.                                                                  | Rusko                                                               | Taťána Rjabkinová                                                   | 1:19:17                                                             | +4:10                                                               |
| 5.                                                                  | Švédsko                                                             | Anders Holmberg                                                     | 1:41:46                                                             | +7:04                                                               | 5.                                                                  | Norsko                                                              | Anne Margrethe Hausken Nordbergová                                  | 1:20:05                                                             | +4:58                                                               |
| 6.                                                                  | Bulharsko                                                           | Kiril Nikolov                                                       | 1:41:48                                                             | +7:06                                                               | 6.                                                                  | Česko                                                               | Eva Juřeníková                                                      | 1:21:10                                                             | +6:03                                                               |
| Oficiální výsledky : muži a ženy                                    |                                                                     |                                                                     |                                                                     |                                                                     |                                                                     |                                                                     |                                                                     |                                                                     |                                                                     |

## Štafetový závod

### Výsledky štafetového závodu
| Muži | Muži | Muži | Muži | Muži | Ženy | Ženy | Ženy | Ženy | Ženy |
| --- | --- | --- | --- | --- | --- | --- | --- | --- | --- |
| - 1. úsek: 6,9 km, 20 kontrol, 180m převýšení - 2. úsek: 6,9 km, 20 kontrol, 180m převýšení - 3. úsek: 6,9 km, 20 kontrol, 180m převýšení - mapa: Le Chalet-à-Gobet 1: 10 000 E 5 m | - 1. úsek: 6,9 km, 20 kontrol, 180m převýšení - 2. úsek: 6,9 km, 20 kontrol, 180m převýšení - 3. úsek: 6,9 km, 20 kontrol, 180m převýšení - mapa: Le Chalet-à-Gobet 1: 10 000 E 5 m | - 1. úsek: 6,9 km, 20 kontrol, 180m převýšení - 2. úsek: 6,9 km, 20 kontrol, 180m převýšení - 3. úsek: 6,9 km, 20 kontrol, 180m převýšení - mapa: Le Chalet-à-Gobet 1: 10 000 E 5 m | - 1. úsek: 6,9 km, 20 kontrol, 180m převýšení - 2. úsek: 6,9 km, 20 kontrol, 180m převýšení - 3. úsek: 6,9 km, 20 kontrol, 180m převýšení - mapa: Le Chalet-à-Gobet 1: 10 000 E 5 m | - 1. úsek: 6,9 km, 20 kontrol, 180m převýšení - 2. úsek: 6,9 km, 20 kontrol, 180m převýšení - 3. úsek: 6,9 km, 20 kontrol, 180m převýšení - mapa: Le Chalet-à-Gobet 1: 10 000 E 5 m | - 1. úsek: 5,9 km, 18 kontrol, 140m převýšení - 2. úsek: 5,9 km, 18 kontrol, 140m převýšení - 3. úsek: 5,9 km, 18 kontrol, 140m převýšení - mapa: Le Chalet-à-Gobet 1: 10 000 E 5 m | - 1. úsek: 5,9 km, 18 kontrol, 140m převýšení - 2. úsek: 5,9 km, 18 kontrol, 140m převýšení - 3. úsek: 5,9 km, 18 kontrol, 140m převýšení - mapa: Le Chalet-à-Gobet 1: 10 000 E 5 m | - 1. úsek: 5,9 km, 18 kontrol, 140m převýšení - 2. úsek: 5,9 km, 18 kontrol, 140m převýšení - 3. úsek: 5,9 km, 18 kontrol, 140m převýšení - mapa: Le Chalet-à-Gobet 1: 10 000 E 5 m | - 1. úsek: 5,9 km, 18 kontrol, 140m převýšení - 2. úsek: 5,9 km, 18 kontrol, 140m převýšení - 3. úsek: 5,9 km, 18 kontrol, 140m převýšení - mapa: Le Chalet-à-Gobet 1: 10 000 E 5 m | - 1. úsek: 5,9 km, 18 kontrol, 140m převýšení - 2. úsek: 5,9 km, 18 kontrol, 140m převýšení - 3. úsek: 5,9 km, 18 kontrol, 140m převýšení - mapa: Le Chalet-à-Gobet 1: 10 000 E 5 m |
| Umístění | Země | Jméno | Čas | Ztráta | Umístění | Země | Jméno | Čas | Ztráta |
| | Česko | 1. Tomáš Dlabaja 2. Jan Šedivý 3. Jan Procházka | 1:40:00 | | | Švýcarsko | 1. Ines Brodmannová 2. Judith Wyderová 3. Simone Niggli-Luderová | 1:44:54 | |
| | Norsko | 1. Magne Dæhli 2. Carl Waaler Kaas 3. Olav Lundanes | 1:40:06 | +0:06 | | Švédsko | 1. Annika Billstamová 2. Helena Janssonová 3. Tove Alexanderssonová | 1:47:18 | +2:24 |
| | Švédsko | 1. Jonas Leandersson 2. Peter Öberg 3. Anders Holmberg | 1:40:11 | +0:11 | | Norsko | 1. Silje Ekroll Jahrenová 2. Mari Fastingová 3. Anne Margrethe Hausken Nordbergová                                                                                                  | 1:48:11 | +3:17 |
| 4. | Švýcarsko | 1. Fabian Hertner 2. Matthias Müller 3. Matthias Merz | 1:41:21 | +1:21 | 4. | Rusko | 1. Anastasija Tichonovová 2. Světlana Mironovová 3. Taťána Rjabkinová | 1:48:38 | +3:44 |
| 5. | Francie | 1. Philippe Adamski 2. Thierry Gueorgiou 3. François Gonon | 1:42:56 | +2:56 | 5. | Finsko | 1. Venla Niemiová 2. Merja Rantanenová 3. Minna Kauppiová | 1:51:41 | +6:47 |
| 6. | Dánsko | 1. Søren Bobach 2. Rasmus Thrane Hansen 3. Tue Lassen | 1:43:08 | +3:08 | 6. | Dánsko | 1. Emma Klingenbergová 2. Ida Bobachová 3. Maja Almová | 1:52:21 | +7:27 |
| Oficiální výsledky: muži i ženy | | | | | | | | | |

## Česká seniorská reprezentace na MS
Nominační závody české reprezentace se konaly 26. května – 1. června 2012 na závodech (OK Jura 26.5., RD 27.5., OK Jura 28.5., BOR +DCE 1.6.).
Nominovaní byli:
Ženy: ♦ Dana Šafka Brožková (nar. 1981, klub SC Jičín) L, M, R ♦ Iveta Duchová (1986, Lokomotiva Pardubice) S, M ♦ Eva Juřeníková (1978, Domnarvets GoIF) S, L, R ♦ Ivana Bochenková (1989, SC Jičín) S, M ♦ Vendula Klechová (1981, Halden SK) L, R
Muži: ♦ Tomáš Dlabaja (1983, TJ Turnov) S, L, R ♦ Vojtěch Král (1988, Severka Šumperk) S, M ♦ Štěpán Kodeda (1988, SC Jičín) L ♦ Jan Procházka (1984, Praga Praha) S, M, R ♦ Pavel Kubát (1991, OK99 Hradec Králové) M ♦ Jan Šedivý (1984, Praga Praha) L, R 
| Muži                       | Muži                       | Muži                       | Muži                       | Muži                       | Ženy                        | Ženy                        | Ženy                        | Ženy                        | Ženy                        |
| -------------------------- | -------------------------- | -------------------------- | -------------------------- | -------------------------- | --------------------------- | --------------------------- | --------------------------- | --------------------------- | --------------------------- |
| - Umístění českých seniorů | - Umístění českých seniorů | - Umístění českých seniorů | - Umístění českých seniorů | - Umístění českých seniorů | - Umístění českých seniorek | - Umístění českých seniorek | - Umístění českých seniorek | - Umístění českých seniorek | - Umístění českých seniorek |
| Jméno                      | Sprint                     | Middle                     | Long                       | Štafety                    | Jméno                       | Sprint                      | Middle                      | Long                        | Štafety                     |
| Tomáš Dlabaja              | 16. místo                  | X                          | 18. místo                  | 1. místo                   | Dana Šafka Brožková         | X                           | 12. místo                   | 19. místo                   | 8. místo                    |
| Vojtěch Král               | 10. místo                  | 31. místo                  | X                          | X                          | Iveta Duchová               | 18. místo                   | 19. místo                   | X                           | 8. místo                    |
| Štěpán Kodeda              | X                          | X                          | 32. místo                  | X                          | Eva Juřeníková              | DSQ                         | X                           | 6. místo                    | 8. místo                    |
| Jan Procházka              | 26. místo                  | 10. místo                  | X                          | 1. místo                   | Ivana Bochenková            | Q21. místo                  | Q17. místo                  | X                           | X                           |
| Pavel Kubát                | X                          | Q18. místo                 | X                          | X                          | Vendula Klechová            | X                           | X                           | 17. místo                   | X                           |
| Jan Šedivý                 | X                          | X                          | 12. místo                  | 1. místo                   |                             |                             |                             |                             |                             |

## Medailová klasifikace podle zemí

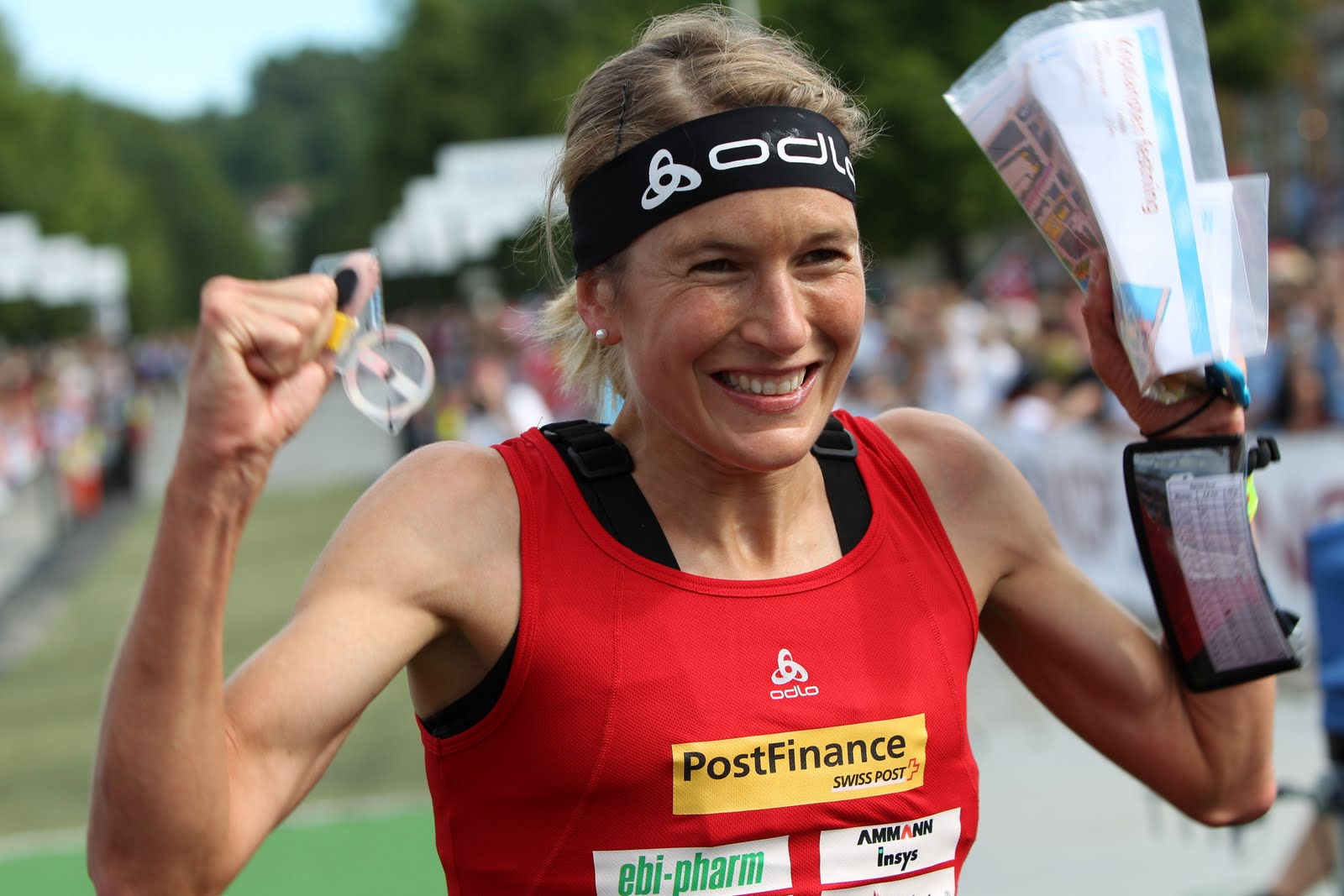
Nejúspěšnějším závodníkem se třemi zlatými medailemi se stala Švýcarka Simone Niggli-Luderová. (foto 2010)

Medaili na Mistrovství světa získali závodníci ze osmi různých národů. Běžci ze Švýcarska vybojovali pro svou zemi nejvíce medailí a to osm z dvaceti-šesti možných (4 zlata, 2 stříbra, 2 bronzy). Nejúspěšnější ženou se stala Švýcarka Simone Niggli-Luderová se čtyřmi cennými kovy. V kategorii mužů byl nejúspěšnější Nor Olav Lundanes s jednou zlatou a jednou stříbrnou medailí. Na druhém místě se umístilo Norsko se ziskem tří medailí (1 zlato, 1 stříbro, 1 bronz) a třetí skončilo Finsko s dvěma medailemi (1 zlato, 1 stříbro).

Úplná medailová tabulka:
| Medailová klasifikace podle zemí | Medailová klasifikace podle zemí | Medailová klasifikace podle zemí | Medailová klasifikace podle zemí | Medailová klasifikace podle zemí | Medailová klasifikace podle zemí |
| Umístění                         | Země                             | Zlato                            | Stříbro                          | Bronz                            | Součet                           |
| -------------------------------- | -------------------------------- | -------------------------------- | -------------------------------- | -------------------------------- | -------------------------------- |
|                                  | Švýcarsko                        | 4                                | 2                                | 2                                | 8                                |
|                                  | Norsko                           | 1                                | 1                                | 1                                | 3                                |
|                                  | Finsko                           | 1                                | 1                                | -                                | 2                                |
| 4.                               | Lotyšsko                         | 1                                | -                                | 1                                | 1                                |
| 5.                               | Česko                            | 1                                | -                                | -                                | 1                                |
| 6.                               | Švédsko                          | -                                | 2                                | 3                                | 5                                |
| 7.                               | Rusko                            | -                                | 1                                | 1                                | 2                                |
| 8.                               | Dánsko                           | -                                | 1                                | -                                | 1                                |